# Pedicularis geosiphon
Pedicularis geosiphon là loài thực vật có hoa thuộc họ Cỏ chổi. Loài này được Harry Sm. & Tsoong mô tả khoa học đầu tiên năm 1963.